# アプライド・マテリアルズ
アプライド・マテリアルズ（AMAT）は、アメリカ合衆国カリフォルニア州シリコンバレーに本社を置く、世界最大の半導体製造装置メーカーである。世界24ヵ国、120ヵ所以上に拠点を持つ多国籍企業である。半導体の製造プロセスではほぼ全てをカバーし、ディスプレイや太陽電池の製造装置分野においてもリーディングカンパニーである。NASDAQ100指数、S&P500の構成銘柄の一つに選ばれている。
2013年9月24日、東京エレクトロンと経営統合することを発表。統合後の持株会社はオランダで設立する。しかしこの経営統合について「アメリカ合衆国司法省の承認が得られない」として、2015年4月27日に経営統合の中止が発表された。
2019年7月1日、低圧化学蒸着装置でトップ・シェアを持つ旧・日立系の同業KOKUSAI ELECTRICの買収を発表した。だが、中国の独禁法当局の承認を得られなかったことにより、2021年3月末に買収を断念している。